# Devilman Crybaby
Devilman Crybaby est une série d'animation ONA japonaise réalisée par Masaaki Yuasa et écrite par Ichirō Ōkouchi. Fondée sur le manga Devilman de Gō Nagai, elle est produite par le studio Science SARU en tant que série originale Netflix et diffusée sur le site de streaming le 5 janvier 2018.

## Synopsis
Akira Fudo est informé par son meilleur ami, Ryo Asuka, que l'ancienne race de Démons prenant possession du corps des humains pour les posséder est revenue sur Terre pour la reprendre. Croyant que la seule façon de vaincre les Démons est de prouver leur existence aux humains, Ryo suggère à Akira de l'accompagner pour voir des Démons prendre possession d'humains. Fusionnant lui-même à Amon, le Seigneur des Démons, Akira se transforme en Devilman, un être humain ayant les pouvoirs d'un Démon tout en conservant son propre cœur.

## Personnages
Akira Fudo (不動明, Fudo Akira) / Devilman (デビルマン, Debiruman)
Voix japonaise : Koki Uchiyama, voix française : Thibaut Delmotte
Akira est le principal protagoniste de la série. À l'origine un humain ordinaire, il a acquis le pouvoir d'Amon, le Seigneur des Démons, après avoir été introduit dans une Soirée Sabbath, accompagné par Ryo, son meilleur ami.
Ryo Asuka (飛鳥了, Asuka Ryo)
Voix japonaise : Ayumu Murase, voix française :  Fabienne Loriaux (Satan) ; Bruno Borsu (Ryo) ; Émilie Guillaume (Ryo enfant)
Ryo est l'ami d'enfance d'Akira. Fantasque et secret, il l'entraine vers un abîme d'évènements de plus en plus sombres.
Miki Makimura (牧村美樹, Makimura Miki)
Voix japonaise : Megumi Han, voix française : Ludivine Deworst
Miki Makimura est l'héroïne principale de la série dont Akira s'est entiché. Elle fait également partie du Club d'Athlétisme du Lycée Kamigaku.
Miki "Mi-ko" Kuroda (ミーコ/黒田ミキ, Kuroda Miki "Mi-ko")
Voix japonaise : Ami Koshimizu, voix française : Marie-Line Landerwijn
Mi-ko fait partie du Club d'Athlétisme du Lycée Kamigaku avec Akira et Miki.
Silène (シレーヌ, Shilēnu)
Voix japonaise : Atsuko Tanaka, voix française : Cécile Florin
Silène est une antagoniste secondaire de la série. Démone directement inspirée des Sirènes de la Mythologie Grecque, Silène fut l'amante d'Amon il y a des siècles avant qu'il ne fusionne avec Akira. Sous la domination de Xénon et en partenariat avec Kaim, Silène espère réveiller Amon une fois de plus.
Kaim (カイム, Kaimu)
Voix japonaise : Rikiya Koyama
Démon partenaire de Silène, Kaim enquête sur Akira et apprend la fusion de ce dernier avec Amon. Il est amoureux de Silène et n'a pas peur de partager ses sentiments avec elle, bien qu'elle le rejette constamment. Contrairement à la plupart des Démons au service de Xénon, Kaim est calme et patient dans la plupart des situations et méprise les autres Démons pour leur manque de contrôle sur leur soif de sang insatiable.
Jinmen (ジンメン, Jinmen)
Voix japonaise : Akio Hirose
Démon ressemblant à une tortue bipède, il est responsable de la mort des parents d'Akira et a temporairement pris possession du père d'Akira, Reijiro.
Xenon (ゼノン, Zennon)
Voix japonaise : Avu-chan (en)
Xénon est le Grand Général des Armées des Démons de Satan et l'un des principaux antagonistes de la série.
Jenny la Cinglée (サイコジェニー, Saiko Jenī)
Voix japonaise : Yasuhiro Takato (en)
Jenny est une puissante Démone qui sert de soutien principal de Satan, se faisant elle-même passer pour sa tutrice et secrétaire humaine.
Koji Nagasaki (長崎光司, Nagasaki Koji)
Voix japonaise : Kenjiro Tsuda (en)
Nagasaki est le manager et photographe de Miki. Il vient d'un mauvais milieu et rêve de devenir un journaliste respecté.
Wamu (ワム, Wamu)
Voix japonaise : KEN THE 390 (en), voix française : Sébastien Hébrant
Chef d'un petit gang de rue composé de Gabi, Hie, Babo et "Kukun". Il a des sentiments pour Miki, et l'aide elle et Akira.
Gabi (ガビ, Gabi)
Voix japonaise : Subaru Kimura (en), voix française : Olivier Prémel
Gabi fait partie d'un groupe de rappeurs aux côtés de Wamu, Kukun, Babo et Hie.
Mayuta "Kukun" (ククン/マユタ, Mayuta "Kukun")
Voix japonaise : Young Dais, voix française : Maxime Donnay
Rappeur du gang de Wamu qui habite près du bâtiment de Mi-ko. Il semble souvent avoir de petites conversations avec elle après l'avoir vue continuellement en train de planter et d'arroser des fleurs.
Babo (バボ, Babo)
Voix japonaise : Hannya
Babo apparaît dans un gang de rappeurs aux côtés de Wamu, Gabi, Hie et Kukun.
Hie (ヒエ, Hie)
Voix japonaise : AFRA
Hie est le beatboxer d'un gang de rappeurs aux côtés de Wamu, Gabi, Babo et Kukun.
Moyuru Koda (幸田 燃寛, Koda Moyuru)
Voix japonaise : Junya Hirano, voix française : Stéphane Pirard
Koda est un membre du Club d'Athlétisme du Lycée Kawa.
Taro Makimura (牧村太郎, Makimura Taro)
Voix japonaise : Eri Inagawa (en), voix française : Lise Leclercq
Le frère cadet de Miki.
Noël Makimura (牧村ノエル)
Voix japonaise : Masato Obara, voix française : Simon Duprez
Le père américain de Miki, Noël est un homme gentil qui considère Akira comme un membre de sa famille en raison de l'absence de ses parents.
Akiko Makimura (牧村亜樹子)
Voix japonaise : Sayaka Kobayashi (en), voix française : Elsa Poisot
Akiko est la copropriétaire d'un restaurant végétalien aux côtés de son mari américain Noël et vit avec ses deux enfants, Miki et Taro, son pupille, Akira, et son chat de compagnie, Tako, qui est en réalité un Devilcat.

## Production
Devilman Crybaby est basé sur le manga Devilman de Go Nagai. Il est produit en tant que série originale Netflix par Aniplex et le studio Dynamic Planning de Nagai, et animé par le studio Science SARU de Masaaki Yuasa. Yuasa a réalisé l'anime, Ichirō Ōkouchi a écrit le script et Eunyoung Choi a servi de producteur d'animation. Ayumi Kurashima assure le chara-design de la série tandis que Kiyotaka Oshiyama est spécifiquement responsable de la conception du démon,.
Bien que Yuasa est un fan du Devilman original, l'idée d'adapter l'œuvre provient d'Aniplex, avec qui il avait collaboré sur le film d'animation Ping Pong (2014). Devilman ayant été publié dans le magazine shōnen Weekly Shōnen Magazine, Yuasa a réalisé la série d'animation telle que Nagai aurait voulu la créer, sans se restreindre sur l'aspect sexuel et violent.
La série est annoncée pour la première fois en mars 2017 pour célébrer le 50e anniversaire de Nagai en tant que créateur. En août, la première bande-annonce sort sur la chaîne YouTube de Netflix Japan et il est révélé que l'anime comporterait dix épisodes. Tous les épisodes sortent exclusivement sur Netflix le 5 janvier 2018, dans 90 pays ou territoires.

## Épisodes
| No | Titre de l’épisode en français    | Titre original de l’épisode                                          | Date de 1re diffusion |
| --- | --------------------------------- | -------------------------------------------------------------------- | --------------------- |
| 1 | J'ai besoin de toi                | おまえが必要なんだ Omae ga hitsuyōnanda                              | 5 janvier 2018        |
| Après un voyage en Amazonie, Ryo Asuka, un jeune professeur, emmène Akira Fudo, son ami d'enfance innocent et pleurnichard, à une fête si décadente qu'elle en devient presque démoniaque !                       |                                   |                                                                      |                       |
| 2 | D'une seule main                  | 片手で十分だ Kata te de jūbun da                                     | 5 janvier 2018        |
| Akira est devenu un autre homme, bien plus fort mais plus affamé et violent que jamais. Seul Ryo détient les réponses aux questions qui le hantent désormais.                                                     |                                   |                                                                      |                       |
| 3 | C'est vrai !                      | オレは撮ったんだ！ Ore wa tottanda!                                  | 5 janvier 2018        |
| Quand son éditeur refuse son reportage, Koji Nagasaki, un paparazzo, tente une action désespérée. Sirène et Kaim apprennent ce qui est arrivé à Amon, le Seigneur des Démons.                                     |                                   |                                                                      |                       |
| 4 | Viens, Akira                      | 明、来て Akira, kite                                                 | 5 janvier 2018        |
| Les parents d'Akira appellent pour lui annoncer leur retour au Japon et tout le monde se hate pour les voir, mais Ryo prévient Akira qu'il ne peut plus faire confiance à aucun humain.                           |                                   |                                                                      |                       |
| 5 | La belle silène                   | シレーヌ、君は美しい Shirēnu, kimi wa utsukushī                      | 5 janvier 2018        |
| Lorsque Silène traque Amon en espérant réveiller son côté démoniaque, le combat qui s'ensuit révèle que l'âme humaine d'Akira n'a pas perdu tout son pouvoir.                                                     |                                   |                                                                      |                       |
| 6 | Ni humain ni démon                | 悪魔でも人間でもない Akuma demo ningen demonai                       | 5 janvier 2018        |
| Lors d'une compétition d'athlétisme à forte audience, Ryo veut dénoncer comme Dévilman un jeune champion, et répandre ainsi la Peur et la Méfiance dans toute la Société Humaine.                                 |                                   |                                                                      |                       |
| 7 | Humains faibles et sages démons   | 人間は弱く、悪魔は賢い Ningen wa yowaku, akuma wa kashikoi           | 5 janvier 2018        |
| Obnubilée par sa terreur des Démons, l'Humanité sombre dans la Paranoïa et la Violence tandis qu'Akira tente de sauver d'autres Devilmen.                                                                         |                                   |                                                                      |                       |
| 8 | Connais-toi toi-même              | オレはオレを知らなくてはならない Ore wa ore o shiranakute wa naranai | 5 janvier 2018        |
| Comme il ne comprend ni ses propres actions ni ses motivations, Ryo replonge dans son passé en quête de réponses. Le père de Miki cherche sa femme et son fils disparus.                                          |                                   |                                                                      |                       |
| 9 | Que les mortels aillent au diable | 地獄へ墜ちろ、人間ども Jigoku e ochiro, ningen-domo                  | 5 janvier 2018        |
| Trahi et dénoncé, Akira devient une cible facile, et après que Miki utilise les Réseaux Sociaux pour défendre les Devilman, elle et Mi-ko sont prises à partie à leur tour.                                       |                                   |                                                                      |                       |
| 10 | Chouineur                         | 泣き虫 Nakimushi                                                     | 5 janvier 2018        |
| Harcelé par Akira, Ryo révèle sa vraie nature en tant que Satan et leur affiliation avec les Démons. Tous les Démons et Devilmen de la Terre se rassemblent pour la bataille finale. Qui remportera la victoire ? |                                   |                                                                      |                       |

## Réception
Devilman Crybaby reçoit des critiques globalement positives de la part des critiques et du public. Allegra Frank de Polygon qualifie la série de premier chef-d'œuvre d'anime de Netflix, louant les visuels, le ton et l'humour à travers le spectacle : « c'est un exemple parfait de l'art surréaliste du réalisateur Yuasa et un véritable amour pour les jeunes. rend le spectacle beaucoup plus facile à consommer, et chaque changement de ton se distingue d'autant plus qu'il y a quelque chose de frappant à propos d'un anime qui peut suivre cette ligne fine avec une telle facilité apparente ». Eric Thurm du magazine Decider a donné à la série une critique plus tiède, la décrivant comme « l’émission télévisée la plus dégoûtante », mais recommandant néanmoins aux lecteurs de regarder au moins deux épisodes pour le style artistique unique de Yuasa.

## Controverse
Le 5 août 2022, la mairie de Botucatu au Brésil retire un tableau de l'exposition C'est arrivé en 2022 basé sur l'affiche de l'anime. La préfecture justifie l'acte en disant que l'anime était basé sur une œuvre adaptée à un public averti, alors que l'exposition était gratuite pour tous les âges, en plus d'être bien trop traumatisante pour les enfants. Le jour suivant, des enseignants et étudiants protestent, qualifiant l'acte de censure. L'œuvre d'art a été réexposée dans le bâtiment du Botucatu.